# Felix Walker (Politiker, 1935)
Felix Walker (* 6. März 1935 in Mörel VS, heimatberechtigt in Bitsch VS) ist ein Schweizer Politiker und ehemaliger Direktor der Zentralverwaltung und Vorsitzender der Geschäftsleitung der Schweizer Raiffeisenkassen.

## Ausbildung
Felix Walker besuchte das Gymnasium in Brig. Anschliessend studierte er von 1958 bis 1961 Wirtschaftswissenschaften an der Handelshochschule St. Gallen mit Abschluss als lic. oec. Es folgte ein Studium der Staatswissenschaften an der Universität Freiburg und Promotion mit der Arbeit Die Wasserkraftnutzung im Wallis unter besonderer Berücksichtigung der finanzwirtschaftlichen Auswirkungen auf Kanton und Gemeinden.

## Berufslaufbahn
Der Berufseinstieg erfolgte 1962 bei der Elektrizitätsgesellschaft Laufenburg, die Stromhandel auf einem internationalen elektrischen Verbundnetz betreibt. Gleichzeitig arbeitete er an seiner Doktorarbeit. Schliesslich wurde er Direktionsmitglied und Finanzchef dieser Organisation.
Den Wechsel zum Schweizer Verband der Raiffeisenbanken vollzog er 1979. Am Zentralsitz dieser Organisation in St. Gallen war er vorerst als Direktor und dann ab 1989 als Vorsitzender der Geschäftsleitung tätig. In dieser Funktion wurde Walker erfolgreicher Sanierer. Über tausend regionale und formell unabhängige Institute fusionierten, bis nur noch 500 Einheiten übrig blieben. Aus einem dezentralen, kleinräumigen und zersplitterten Gebilde wurde eine Unternehmensgruppe, die ein Gegengewicht zu den beiden Schweizer Grossbanken und vielen Kantonalbanken bilden sollte. So brachte Walker die Raiffeisenorganisation in Stellung für ihre spätere Expansion.
Massgeblich auf Walkers Initiative geht auch die Überbauung Bleicheli in St. Gallen zurück, der Hauptsitz von Raiffeisen mit mehr als 1000 Arbeitsplätzen. Als Walker 1999 bei Raiffeisen Schweiz in Pension ging, folgte auf ihn Pierin Vincenz.
Nach den Wirren bei Raiffeisen Schweiz nach dem Abgang von Vincenz plädierte Walker für eine Neuorientierung der Genossenschaften Raiffeisen in der Schweiz. «Der Zweck der Raiffeisen ist die gemeinsame Selbsthilfe. Dieses genossenschaftliche Prinzip muss den Mitgliedern dienen und nicht den Führungsorganen. Das tragende Fundament der Raiffeisen sind die regionalen Genossenschaften. Diese Basis braucht aber mehr Einfluss.»

## Politiker
Anstelle des Ruhestandes liess sich Walker auf eine Wahlliste der CVP des Kantons St. Gallen für den Nationalrat aufnehmen. Als der vor Walker auf der Wahlliste aufgeführte Eugen David in den Ständerat gewählt wurde, wurde Walker an seiner Stelle Nationalrat. Walker machte sich als Finanzpolitiker einen Namen. Mit einer Motion zur Beschränkung des Ausgabenwachstums legte er einen Grundstein für die Umsetzung der Schuldenbremse, einer finanzpolitischen Pionierleistung. Er wurde 2004 Präsident der Finanzkommission des Nationalrats. Eine Neuregelung des Finanzausgleichs zwischen Bund und Kantonen fällt ebenfalls in seine Amtszeit, die 2006 endete.

## Weitere Tätigkeiten
- von 2000 bis 2012 Mitglied des Präsidiums der Caritas Schweiz
- von 1996 bis 2009 Präsident des Hilfswerks Miva Schweiz
- Beirat des Instituts für Wirtschaftsethik an der Universität St. Gallen[4]